# Daniel Cargnin
Daniel Borges Cargnin (ur. 20 grudnia 1997) – brazylijski judoka. Brązowy medalista olimpijski z Tokio (2020) i Paryża (2024), walczył w wadze półlekkiej.
Srebrny medalista mistrzostw świata w 2025 i brązowy w 2022, piąty w 2018 i 2024; uczestnik zawodów w 2019 i trzeci w drużynie w 2019. Startował w Pucharze Świata w 2016, 2017, 2019, 2020, 2022 i 2023. Wicemistrz igrzysk panamerykańskich w 2019 i 2023. Zdobył dziewięć medali na mistrzostwach panamerykańskich w latach 2017 - 2025. 

## Letnie Igrzyska Olimpijskie 2020
| Konkurencja | Eliminacje                    | Eliminacje          | Eliminacje              | Finały             | Finały                  | Klas. końcowa |
| Konkurencja | Przeciwnik I                  | Przeciwnik II       | 1/4                     | 1/2                | o 3. miejsce            | Miejsce       |
| ----------- | ----------------------------- | ------------------- | ----------------------- | ------------------ | ----------------------- | ------------- |
| 66 kg       | Mohamed Abdel Mawgoud (EGY) Z | Denis Vieru (MDA) Z | Manuel Lombardo (ITA) Z | Hifumi Abe (JPN) P | Baruch Shmailov (ISR) Z | 3.            |